# José Rodolfo Reyes
José Rodolfo Reyes Machado (Gómez Palacio, Durango, México; 25 de febrero de 1988) es un futbolista mexicano. Juega de delantero y su equipo actual es el Correcaminos UAT del Ascenso MX. Tuvo su debut en Primera División con San Luis en el año 2007.

## Trayectoria

### San Luis
Tuvo su debut en Primera División con San Luis en el año 2007, en un partido ante el Atlante, el encuentro terminó 3:0 a favor del equipo de los gladiadores.

### Santos Laguna
Reyes llegó al equipo de la Comarca Lagunera en el verano del 2010 proveniente del San Luis. Ha visto más actividad en los partidos de la CONCACAF Liga de Campeones.

### Estudiantes Tecos
Desde el apertura 2011 defiende los colores del conjunto zapopano.

### Correcaminos UAT
Llega al cuadro naranja para el Clausura 2016.

## Selección nacional
Reyes estuvo a punto de formar parte de la Selección Sub-17 que fue campeona del Mundial en 2005, sin embargo una lesión le impidió participar en el torneo.

## Clubes
| Club                    | País   | Año         |
| ----------------------- | ------ | ----------- |
| San Luis                | México | 2007 - 2010 |
| Santos Laguna           | México | 2010 - 2011 |
| Estudiantes Tecos       | México | 2011 - 2012 |
| Toros Neza              | México | 2012 - 2013 |
| Estudiantes de Altamira | México | 2014        |
| Atlético San Luis       | México | 2015        |
| Correcaminos UAT        | México | 2016 - 2017 |